# 任文遂
任文遂（1446年—？年），字思順，福建福州府閩縣人，大寧營州後屯衛軍籍，明朝政治人物。

## 生平
成化十年（1474年），福建甲午乡试中舉。成化十一年，登乙未科會試中進士，擔任刑部郎中，官至饶州知府。

## 家族
行一，曾祖任本清；祖任仕廷；父任惟崇，縣丞；母潘氏；繼母高氏。具慶下，妻朱氏，繼妻徐氏；弟文進；文道。